# Krivánska Malá Fatra
De Krivánska Malá Fatra omvat de hoogste bergtoppen van de bergketen Kleine Fatra. De belangrijkste pieken zijn de Veľký Kriváň (1.709) en Malý Kriváň (1.671). De bekendste en wellicht de mooiste bergtop van de Krivánska Malá Fatra is de Veľký Rozsutec (1.610). De Kriváňská Malá Fatra ligt grotendeels binnen Nationaal Park Malá Fatra en is qua natuur een van de rijkste gebieden van de Westelijke Karpaten. De variatie aan reliëf en biotopen zorgen voor een verscheidenheid aan flora en fauna.